# Rukometni Klub Siscia Sisak
Il Rukometni Klub Siscia Sisak è stata una squadra di pallamano maschile croata con sede a Sisak.